# Epiplema incisaria
Epiplema incisaria är en fjärilsart som beskrevs av Walker 1861. Epiplema incisaria ingår i släktet Epiplema och familjen Uraniidae. Inga underarter finns listade i Catalogue of Life.